# Raoul de Chagny
Raoul visconte de Chagny è un personaggio immaginario ideato da Gaston Leroux per il suo celebre romanzo Il fantasma dell'Opera. È uno dei personaggi principali nel romanzo di Leroux e nel musical che ne è stato tratto da Andrew Lloyd Webber, The Phantom of the Opera.

## Nel romanzo
Raoul viene descritto come un giovanotto francese di buona famiglia piuttosto timido e riservato, al contrario del fratello Philippe. Sin dall'infanzia è amico di Christine Daaé, e ricorda sempre con affetto la volta in cui all'amica cadde in mare la sciarpa rossa, e lui si tuffò nelle gelide acque per recuperarla. Nel romanzo di Leroux Raoul vuole partire per una spedizione verso il Polo Nord, ma rimanda l'avventura per stare con Christine, dopo averla vista cantare nell'Opéra Garnier.

## Nel musical
Mentre nel romanzo è il protagonista, nel musical di Andrew Lloyd Webber The Phantom of the Opera Raoul viene relegato ad un ruolo di coprotagonista, mentre il Fantasma acquista importanza.

### Love Never Dies
Nel musical del 2010 di Webber Love Never Dies, sequel di The Phantom of the Opera, Raoul acquista connotazioni negative, essendo diventato un alcolizzato pieno di debiti. Raoul è stato originariamente interpretato a Londra da Joseph Millson.

## Interpreti
Nel musical di Andrew Lloyd Webber "The Phantom of the Opera”, Raoul è stato interpretato da Steve Barton, Michael Ball, Robert Meadmore, John Barrowman,  Clive Carter, Simon Bowman, Gary Mauer, John Cudia,  Ramin Karimloo, Hugh Panaro, Liam Tamne, David Shannon, Oliver Thornton, Brad Little, Killian Donnelly, Simon Bailey, Tim Martin Gleason, Simon Burke, Hadley Fraser, Jay Armstrong Johnson e Ryan Silverman.